# HD103602
HD103602 — хімічно пекулярна зоря спектрального класу F6, що має видиму зоряну величину в смузі V приблизно  9,4.
Вона  розташована на відстані близько 665,6 світлових років від Сонця.